# برمنغنات الباريوم
برمنغنات الباريوم (بالإنجليزية: Barium permanganate)‏ هو مركب كيميائي يشار إليه بالصيغة الكيميائية Ba(MnO4)2.

## التحضير
يمكن أن يتم إنتاج برمنغنات الباريوم على الأغلب بواسطة التفاعل المعروف باسم التفاعل عدم التناسب لمنغنات الباريوم (مركب غير عضوي وصيغته الكيميائيةBaMnO4) في محلول حمضي معتدل أو عن طريق أكسدة منغنات الباريوم مع مؤكسدات قوية.
التحضيرات التي تعتمد على التفاعلات السائلة لمنغنات الباريوم تكون عادةً عملية بطيئة للغاية بسبب ذوبانية المنغنات المنخفضة.

## التفاعلات
يمكن أن يتفاعل حمض الكبريتيك المخفف مع محلول برمنغنات الباريوم لينتج عنهم حامض فوق المنغنيك.
في هذا التفاعل يمكن الحصول على حامض فوق المنغنيك عن طريق إزالة كبريتات الباريوم الناتجة في التفاعل بالتصفية (الترشيح).
H2SO4 + Ba(MnO4)2 → 2 HMnO4 +BaSO4